# Maruzza japonica
Maruzza japonica är en stekelart som beskrevs av G. Mineo 1982. Maruzza japonica ingår i släktet Maruzza och familjen Scelionidae. Inga underarter finns listade i Catalogue of Life.